# RoyPow Technology
Roy Pow Technologyは、リチウムイオンバッテリーの開発及び製造を行っているEVE Energyの子会社。
2001年に設立。
車両メーカーにOEMやODMへ採用実績があり、リチウムイオンバッテリーの生産量では世界トップクラスを誇っている。
フォークリフト、ゴルフカート、業務用掃除機、AGV、高所作業車など、12V～48Vで使用されるバッテリー搭載車両向けバッテリーが得意の分野。
日本国内では株式会社オリエンタルがRoyPow社と正規代理店契約を結んでいる。